# Castillo de Matsumoto
El castillo de Matsumoto (松本城 Matsumoto-jō?) es un castillo japonés localizado en la ciudad de Matsumoto, prefectura de Nagano. Su construcción data de la era Sengoku, cuando fue levantado como un fuerte bajo el nombre de castillo Fukashi. También conocido como castillo de los Cuervos por el color negro de sus muros, es uno de los mayores exponentes de las fortalezas sobre planicie (hirajiro). Es considerado como Tesoro Nacional de Japón y es uno de los cuatro castillos de construcción original en serlo.

## Historia
Los orígenes del castillo se remontan al periodo Sengoku. El shugō de la provincia de Shinano, Shimadachi Sadanaga del clan Ogasawara, construyó una fortificación en este lugar durante la era Eisho (1504-1520). Este puesto fronterizo menor se llamaba originalmente castillo de Fukashi. En 1550 fue tomado por el clan Takeda tras el asedio de Fukashi. Takeda Shingen nombró a su criado Baba Nobuharu como castellano, y el castillo fue el cuartel general de los Takeda para su conquista de la cuenca de Matsumoto y como reducto en el constante conflicto entre los Takeda y el poderoso clan Uesugi al norte. Tras la derrota del clan Takeda a manos de Oda Nobunaga en 1582, el castillo fue entregado a Oda Nagamasu, pero pronto fue reasignado a Kiso Yoshimasa. Sin embargo, con el asesinato de Oda Nobunaga en 1582, el castillo fue tomado por Ogasawara Dosetsuzai con el apoyo de Uesugi Kagekatsu. Su sobrino, Ogasawara Sadayoshi, juró posteriormente lealtad a Tokugawa Ieyasu, y rebautizó el castillo como «castillo de Matsumoto».
Tras la conquista de Odawara por parte de Toyotomi Hideyoshi en 1590, Tokugawa Ieyasu fue trasladado de sus dominios ancestrales a la región de Kantō, e Ishikawa Kazumasa quedó a cargo de Matsumoto. Kazumasa y su hijo Yasunaga construyeron la torre y otras partes del castillo, incluyendo las tres torres: el tenshu y la pequeña yagura en el noroeste, ambas iniciadas en 1590, y la Watari yagura, además de la residencia, la puerta del tambor, la puerta negra, la Tsukimi yagura, el foso, tres murallas exteriores, y los subsuelos en el castillo, tal y como están hoy. También fueron decisivos en el trazado de la ciudad del castillo y su infraestructura. Se cree que la mayor parte del castillo se completó en 1593-94.
Durante el periodo Edo, el shogunato Tokugawa estableció el dominio de Matsumoto. Los Ogasawara volvieron brevemente como daimyō de Matsumoto de 1613 a 1617. Les siguieron el clan Toda-Matsudaira de 1617 a 1633, el clan Matsudaira de 1633 a 1638, el clan Hotta de 1638 a 1642, el clan Mizuno de 1642 a 1725 y el clan Toda-Matsudaira de nuevo desde 1725 hasta la restauración Meiji en 1868.

## Arquitectura
Está situado en la llanura de Matsumoto, tierras pantanosas que obligaron a los constructores a hacer muy sólidas las estructuras, que se usaron para ello largos maderos fijos en el suelo. Fue construido por Toyotomi Hideyoshi entre 1594 y 1597 y su altura alcanza 30 metros, con seis plantas. Está apoyado sobre muros de piedra de 7 metros que, originariamente, tenían un amplio foso bajo ellos. Las dos torres de vigilancia del ala izquierda fueron construidas en 1635, pero todo el conjunto, en general, testimonia el periodo de paz instaurado por el shogunato Tokugawa tras la derrota de los seguidores de Toyotomi en la batalla de Sekigahara y la muerte en el sitio de Osaka de Toyotomi Hideyori en 1615. En 1872, siguiendo la Restauración Meiji, el castillo fue vendido en una subasta, y corrió el riesgo de ser desmantelado.